# Hoplia horrida
Hoplia horrida är en skalbaggsart som beskrevs av Moser 1918. Hoplia horrida ingår i släktet Hoplia och familjen Melolonthidae. Inga underarter finns listade i Catalogue of Life.